# Богдановци
Богдановци су насељено место и седиште истоимене општине у западном Срему, Вуковарско-сремска жупанија, Република Хрватска. Према прелиминарним резултатима пописа из 2021. у општини је живело 1.546 становника, а у самом насељу је живело 616 становника.

## Становништво
На попису становништва 2011. године, општина Богдановци је имала 1.960 становника, од чега у самим Богдановцима 710.
Према попису из 2001. година општина Богдановци је има 2.366 становника.

### Етничка структура
- Хрвати — 1.266 (53,51%)
- Русини — 550 (23,25%)
- Срби — 241 (10,19%)
- Украјинци — 175 (7,40%)
- Албанци — 68 (2,87%)
- Мађари — 9 (0,38%)
- Немци — 8 (0,34%)
- Бошњаци — 2
- Пољаци — 2
- Словаци — 2
- Румуни — 1
- Словенци — 1
- Црногорци — 1
- остали — 3
- неопредељени — 24 (1,01%)
- непознато — 13 (0,55%)

## Попис 1991.
На попису становништва 1991. године, насељено место Богдановци је имало 1.113 становника, следећег националног састава:
| Попис 1991.‍   | Попис 1991.‍  | Попис 1991.‍ | Попис 1991.‍ | Попис 1991.‍ |
| ------------- | ------------ | ----------- | ----------- | ----------- |
|               |              |             |             |             |
| Хрвати        | Хрвати       |             | 914         | 82,12%      |
| Албанци       | Албанци      |             | 133         | 11,94%      |
| Срби          | Срби         |             | 19          | 1,70%       |
| Мађари        | Мађари       |             | 13          | 1,16%       |
| Југословени   | Југословени  |             | 7           | 0,62%       |
| Немци         | Немци        |             | 3           | 0,26%       |
| Русини        | Русини       |             | 3           | 0,26%       |
| Словенци      | Словенци     |             | 2           | 0,17%       |
| Муслимани     | Муслимани    |             | 1           | 0,08%       |
| Украјинци     | Украјинци    |             | 1           | 0,08%       |
| неопредељени  | неопредељени |             | 6           | 0,53%       |
| непознато     | непознато    |             | 11          | 0,98%       |
| укупно: 1.113 |              |             |             |             |

## Спорт
У селу делује фудбалски клуб НК Кроација Богдановци, који је жупанијски лигаш.